# حزب آریا
حزب آریا با نام (حزب ناسیونال سوسیالیست آریا ایران) (به معنای‌حزب آریایی) به دست هادی سپهر در سال ۱۳۲۷ تأسیس شد. نامبرده که در زمان اشغال ایران با دوستان و همکیشان خود مبارزاتی گسترده را ضد اشغالگران(شوروی و امپراتوری استعماری بریتانیا) آغاز کرده بود به سببِ خیانت داخلیِ روس‌ها بازداشت و توسط مقام‌های ایران تحویل ارتش انگلستان شد و از سال ۱۳۲۲ تا اواخر سال۱۳۲۴ در بازداشتگاه شماره ۱۲ اراک زندانی بود. پس از آزادی به بنیانگذاری حزب ملی‌گرای آریا همت گمارد که خواستار نوسازی و تجدید بزرگی و شکوه ایران باستان بود؛ این حزب یکی از بزرگ‌ترین و بابرنامه‌ترین احزاب ایران بود  که نقش مهمی در مبارزه ضد کمونیسم، ائتلاف مصدق با توده‌ای‌ها، اعلام جرم ضد احمد قوام، اعتراض به محمدرضا پهلوی و دولت و مجلس به سبب پیروی از دستورهای غرب به ویژه انگلیس و آمریکا ایفا کرد. 
ارگان رسمی این حزب روزنامه ندای سپهر بود. این حزب دارای شاخهٔ نظامی نیرومندی بود که (در مقابل شاخه نظامی حزب توده تشکیل شده بود) برخی از اعضا ان عبارت بودند از ارتشبد آریانا، ارتشبد هدایت، حسن اخوی، سرلشکر محمود ارم، سرلشکر امینزاده، سرلشگرحسن ارفع، و افسران ارشد نظیر، مهدی رحیمی. این حزب بعد از بزرگ‌ترین رژه تاریخی احزاب سیاسی ایران در ۲۸ مرداد ۱۳۳۷ که موجبات وحشت آمریکا و انگلیس و شوروی فراهم آورد،  به دستور مستقیم شاه تعطیل شد و بسیاری از افسران و دولتمردان عضو آن بازنشسته و از سمت خود اخراج شدند. این حزب مجدداً کارهایش را در سال ۱۳۴۷ آغاز کرد و تا سال ۱۳۵۰ که دوباره به دستور شاه متوقف گردید، ادامه داد.
این حرب از احزاب رقیب خود در کشور ترکیه زودتر پایه‌گذاری شده بود:
یک دهه زودتر از بنیان‌گذاری «حزب ملت روستاییان جمهوری‌خواه»(Republican Villagers Nation Party) در سال ۱۹۵۸ به رهبری عثمان بُلوکْباشْلی و آلپ ارسلان تورکِش.
و به ویژه دودهه زودتر از «حزب جنبش ملی گرایانه» (Nationalist Movement Party) که در سال(۱۹۶۸) به رهبری آلپ اَرسَلان تورکِش پایه‌گذاری شد. که تأثیر زیادی در سیاست‌های درونی و بیرونی ترکیه دارد و دارای شاخه نظامی نیرومندی به نام «گرگ‌های خاکستری» است.

## جایگاه و نفوذ در ایران
این حزب به عنوان حزبی ملی‌گرا جایگاه ویژه ای اندر میان نظامیان، متخصصان و دولتمردان شاهنشاهی ایران پیش از انقلاب داشت، به طوری که در ۱۳۳۰خورشیدی این حزب بیش از ۳۰هزار عضو داشت  و فرمانده شاخه نظامی آن حبیب‌الله دیهیمی که عضو والارده از اداره دوم ستاد بزرگ ارتشتاران در دولت شاهنشاهی ایران بود.

## درگاه‌ها
1. 1 2 3 4  Abrahamian, Ervand (2013), The Coup: 1953, the CIA, and the Roots of Modern U.S. -Iranian Relations, The New Press, pp. 143–147, ISBN 978-1-59558-826-5
2. ↑  Rahnema, Ali (24 November 2014). Behind the 1953 Coup in Iran: Thugs, Turncoats, Soldiers, and Spooks. Cambridge University Press. pp. 54, 299. ISBN 978-1-107-07606-8.
3. ↑  Haddad Adel, Gholamali; Elmi, Mohammad Jafar; Taromi-Rad, Hassan (31 August 2012). Political Parties: Selected Entries from Encyclopaedia of the World of Islam. EWI Press. p. 11. ISBN 978-1-908433-02-2.
4. 1 2 3  Samih K. Farsoun; Mehrdad Mashayekhi (2005). Iran: Political Culture in the Islamic Republic. Routledge. pp. 58–59. ISBN 978-1-134-96947-0.
5. ↑  Bashiriyeh, Hossein (27 April 2012). The State and Revolution in Iran (RLE Iran D). Taylor & Francis. p. 14. ISBN 978-1-136-82089-2.
6. ↑  Middle Eastern Affairs, Council for Middle Eastern Affairs, 1954, p. 257
7. ↑  "Aria Party". Wikipedia (به انگلیسی). 2023-10-08.

- https://en.wikipedia.org/wiki/Aria_Party